# Gorsachius melanolophus
Gorsachius melanolophus е вид птица от семейство Чаплови (Ardeidae).

## Разпространение
Видът е разпространен в Бангладеш, Бруней, Виетнам, Индия, Индонезия, Камбоджа, Китай, Лаос, Малайзия, Мианмар, Непал, Сингапур, Тайланд, Филипините, Шри Ланка и Япония.